# بودنهاگن
بودنهاگن (به آلمانی: Buddenhagen) یک منطقهٔ مسکونی در آلمان است که در ولگاست واقع شده‌است. بودنهاگن ۴۲۵ نفر جمعیت دارد.